# Gerson Trier

Gerson Georg Trier. Foto um 1890.

Gerson Georg Trier  (* 23. April 1851 in København; † 22. Dezember 1918 ebenda) war ein dänischer Sozialdemokrat, Journalist, Sprachlehrer und Übersetzer.

## Leben
Gerson Trier war der Sohn des Manufakturwarengroßhändlers Ludvig Meyer Trier (1815–1884) und von Celilie Trier geb. Melchior (1819–1890). 1869 machte er sein Abitur am „Det von Westenske Institut“ und studierte dann an der Universität in Kopenhagen Romanistik. 1876 setzte er sein Studium in Frankreich fort und erreichte noch 1876 einen Abschluss. In den nächsten drei Jahren unterrichtete er in Dänemark Sprachen, ließ sich in einer Tapetenfabrik ausbilden und nahm ein Studium der Chemie auf. 1879 fuhr er nach Paris und setzte seine chemischen Studien fort. In einer Zuckerfabrik fand er eine Anstellung. Später war er Prokurist in Paris und 1883 leitete er in London eine Abteilung des Pariser Handelshauses.  Bis 1888 lebte er in London und nahm Kontakt zu Friedrich Engels auf, mit dem er in Briefwechsel trat.
Ende Januar 1885 bat Gerson Trier Engels um die Erlaubnis dessen Der Ursprung der Familie, des Privateigenthums und des Staats übersetzen zu dürfen. Engels schrieb für die dänische Übersetzung auch ein Vorwort: „Note til danske læser.“ 1888 erschien die Übersetzung als Band 7 der „Socialistisk Bibliotek“, die von Emil Wiinblad herausgegeben wurde.
1888 kehrte er nach Kopenhagen zurück und schloss sich gemeinsam mit dem dänischen Drechsler Nikolaj Lorents Petersen dem Diskussionslub „Karl Marx“ an, der aus Mitgliedern des Socialdemokratisk Forbund bestand. Die beiden waren schon in Paris und London zusammengekommen. Beide bemühten sich 1889 revolutionäre Vertreter der dänischen Arbeiterbewegung auf den Gründungskongress der II. Internationale (14. bis 20. Juli 1889 in Paris) zu entsenden. Dafür schrieben sie verschiedene Artikel in ihrer Zeitung Arbejderen, Socialistisk Ugeblad. Am 7. November 1890 wurden Trier und Petersen auf Antrag des Parteivorsitzenden Peter Knudsen aus der Partei wegen ihrer nicht reformistischen Positionen ausgeschlossen. Die im April 1889 gegründete Wochenzeitung Arbejderen, Socialistisk Ugeblad, wurde danach das Organ der Revolutionärt Socialistisk Arbejderparti, die auch mehrere Arbeiten Friedrich Engels erstmals in dänischer Sprache veröffentlichte.
Am 20. November 1891 heiratete er Christiane Hansine Theodora Hansen, die am 23. März 1870 in Taarnby auf der Insel Amager geboren wurde.
1901 wurden Gerson Trier und Nikolaj Lorents Petersen wieder in die sozialdemokratische Partei aufgenommen und Trier arbeitete dort als „Mitglied des Hauptvorstandes und der Programmkommission“. Während des Ersten Weltkrieges traten die dänischen Sozialdemokraten unter Thorvald Stauning in die bürgerliche Regierung ein. Dagegen nahm Gerson Trier 1916 Stellung, indem er erklärte nicht mehr Mitglied einer „bürgerlichen Partei“ sein zu wollen. Am 22. Dezember 1918 starb er infolge einer schweren Krankheit.
Gemeinsam mit anderen Sprachlehrern begründete er ein Sprachenseminar in Kopenhagen. Bis zu seinem Tode 1918 war er hier tätig. Auch veröffentlichte er gelegentlich entsprechende Lehrbücher.

## Werke
- Euchaire Baruël, Gerson Trier: Udvalgte Stykker af den franske Literatur før 1830 med Anmærkninger. København 1879.
- Om futurum og konditionalis af det romanske verbum essere. København 1879 (Det phil.-hist. Samf. Mindeskr. i Anl. af dets 25aarige Virksomhed)
- Familjens, Privatejendommens og Statens oprindelse. I Tilslutning til Lewis H. Morgans Undersøgelser af Friedrich Engels. Dansk, af Forfatteren gennemgaaet Udgave, besørget af Gerson Trier. Bogtrykkeri, København 1888 (= Socialistisk Bibliotek 7) (Digitalisat) (2. Aufl. 1906)[14]
- Nikolaj Petersen, Gerson Trier (Hrsg.): Arbejderen, Socialistisk Ugeblad. København 1889–1893.
- Folkeuniversiteter, University extensions. København 1898.
- English Texts (Science and History). Copenhagen 1914.
- A short English grammar. Copenhagen 1915.